# Пам'ятник Валерію Лобановському (Київ)
Пам'ятник Валерію Лобановському — пам'ятник видатному українському футбольному діячу Валерію Васильовичу Лобановському на території комплексу стадіону «Динамо» імені Валерія Лобановського в Києві, розташований неподалік головного входу на стадіон. Був відкритий у 2003 році.

## Історія створення
Автором проєкт виступив скульптор Володимир Філатов. Разом з ним в процесі виготовлення пам'ятника взяли участь ще дев'ять осіб, серед яких портретист Олег Чорноіванов та архітектор Василь Климик. Робота над пам'ятником тривала 10 місяців. Попередньо були проведені консультації та бесіди з рідними й близькими тренера, їхні побажання були враховані.

## Відкриття
Урочиста церемонія відкриття пам'ятника відбулась 11 травня 2003 року. На ній були присутні кілька тисяч шанувальників таланту тренера, керівники ФФУ та ПФЛ, колишні та нинішні гравці київського «Динамо», представники УЄФА, українські державні діячі. Першими квіти до пам'ятника поклали вдова Лобановського Аделаїда Панкратівна та його донька Світлана Валеріївна.
12 травня, наступного дня після відкриття пам'ятника, розпочалися матчі Першого Міжнародного турніру з футболу пам'яті Лобановського. У рамках турніру Лобановський був посмертно нагороджений найвищою нагородою Міжнародної федерації футбольних асоціацій (ФІФА) — Орденом «За заслуги». 13 травня, на яке припала річниця від дня смерті тренера, на Байковому цвинтарі на могилі Лобановського був відкритий меморіальний комплекс, а також пройшов мітинг пам'яті.
Наказом Міністерства культури від 4 липня 2013 року № 604 пам'ятник внесено до Державного реєстру нерухомих пам'яток України як пам'ятка монументального мистецтва та історії місцевого значення (охоронний номер 411/5-Кв).

## Під час Революції Гідності
Щоб уникнути подальшого пошкодження від каменів, куль і гару від автомобільних покришок, пам'ятник зусиллями директора Міжнародного фонду розвитку футболу ім. В.В.Лобановського Олександра Ольшанецького, президента клініки «Борис» Михайла Радуцького, президента «Динамо Київ» Ігоря Суркіса та активістів Євромайдану обернули в вогнестійкий брезент.
Пам'ятник Валерію Васильовичу Лобановському виявився в епіцентрі конфлікту, як раз між протиборчими сторонами. Під час боїв на Грушевського вогонь від палаючих автобусів, димових шашок і гранат із запальною сумішшю почав підступати до пам'ятника все ближче, дим охоплював скульптуру.
Очевидець подій, директор Фонду розвитку футболу імені Валерія Лобановського, Олександр Ольшанецький першим негайно зайнявся порятунком пам'ятника. Виникла потреба у вогнестійкому брезенті, щоб загорнути в нього скульптуру. Прохання про допомогу через Фейсбук була звернена до депутата ВР Олега Ляшка, який незабаром провів піар-акцію й обмотав монумент целофановою плівкою. Пам'ятник, як і раніше був в небезпеці.
До полудня Ольшанецький знайшов необхідний брезент, і звернувся до Михайла Радуцького дати машину швидкої, інший транспорт не пропускали, щоб доставити брезент. Радуцький відреагував миттєво: «Готовий допомогти, пам'ять про Василичев, це святе! Організуйте безпеку біля пам'ятника. І ще, я це не хочу перетворювати в акцію, Метр цього не заслужив».
До цього часу президент «Динамо Київ» Ігор Суркіс мобілізував працівників клубу, які під охороною активістів Євромайдану Ростислава Мельника і Костянтина Ільченка надійно обернули монумент у вогнестійкий брезент.
Під час робіт бойові дії на площі були припинені, настало тимчасове перемир'я. Пам'ятник був врятований.
Після перемоги Революції Переваги тоді ще бізнесмен Петро Порошенко пообіцяв зробити за свої гроші ремонт бруківки в Києві, в тому числі й біля стадіону «Динамо». В результаті ремонтних робіт, проведених київським «Динамо», пам'ятник Валерію Лобановському був відмитий від сажі та відреставрований. Відновними роботами біля стадіону займалися самі активісти євромайдану.
В цей час на стадіоні «Динамо» проводяться екскурсії для дітей з інших регіонів України, з обов'язковим відвідуванням пам'ятника Лобановському.

## Опис
Валерій Лобановський сидить на тренерській лаві й ніби уважно стежить за грою на стадіоні. Стрілки годинника на руці показують 20 год. 37 хв — час, коли перестало битися серце майстра. Постамент пам'ятника реалізований у формі півкулі величезного чорно-білого футбольного м'яча, окремі фрагменти якого перетворені на екрани. Періодично на цих екранах демонструють фільми, присвячені легендарному тренеру та фрагменти етапних для українського футболу ігор. На постаменті розміщений підпис Валерія Лобановського. На спинці лави викарбувано слова пісні поета Ю. Рибчинського «Соняшник», присвяченої Лобановському: рос. «Ты сидишь на скамейке, а рядом бушуют трибуны. Ты сидишь на скамейке, а мы вспоминаем любя».

### Матеріали, розміри
Скульптура виготовлена з бронзи. М'яч-постамент виготовлений з бетону, нержавіючої сталі, металу та акрилу. Всередині м'яча встановлене підсвічування та плазмовий телемонітор, а калорифер та кондиціонер підтримують всередині сталу температуру. 